# حؤول حرشفي

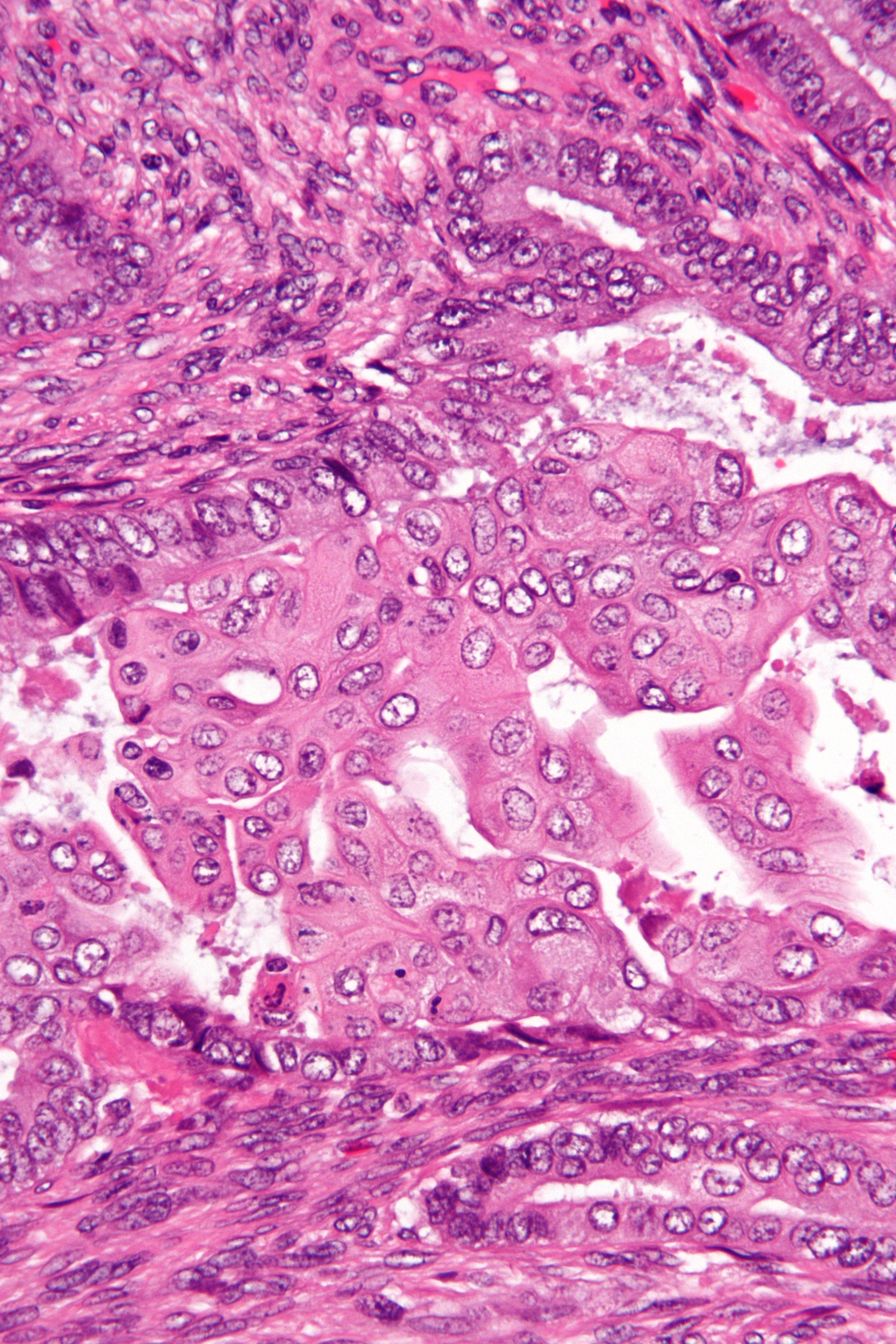
صورة مجهرية تظهر الحؤول الحرشفي (وسط الصورة) في الورم العضلي الغُدّي اللانمطي سليليّ الشكل. (صبغة الهيماتوكسيلين والأيوزين).

الحُؤول الحَرشَفِي (بالإنجليزية: Squamous metaplasia)‏ وهوَ مُصطلح يُشير إلى تغير حميد غير سرطاني (حؤول) للخلايا غير الحرشفية المبطنة للسطح (الظهارة) إلى الشكل الحرشفي.

## الموقع
من المواقع الشائعة للحؤول الحرشفي المثانة وعنق الرحم. غالباً ما يظهر الحؤول الحرشفي في بطانات الشعب الهوائية عند المدخنين. هذه التغييرات لا تدل على مرض معين، بل عادة ما تمثل استجابة الجسم للإجهاد أو التهيج. إن نقص فيتامين” أ “ أو جرعة زائدة منه يمكن أن تؤدي أيضاً إلى الحؤول الحرشفي.

### عنق الرحم
في ما يخص عنق الرحم، فإن الحؤول الحرشفي يمكن أن يتواجد أحياناً في باطن عنق الرحم، حيث أنه يتكون من ظهارة عمودية بسيطة، في حين أن الجزء المهبلي من عنق الرحم يتكون من ظهارة طبقية حرشفية غير متقرّنة.

## الأهمية
يمكن النظر إلى الحؤول الحرشفي في سياق الآفات الحميدة (على سبيل المثال الورم العضلي الغُدّي اللانمطي سليليّ الشكل [الإنجليزية])، أو التهيج المزمن أو السرطان (على سبيل المثال سرطان بطانة الرحم الشبيه ببطانة الرحم).